# Radkersburg (distrikt)
Radkersburg var ett distrikt i förbundslandet Steiermark i Österrike. År 2013 fusionerade det med distriktet Feldbach och bildade distriktet Südoststeiermark. 
Distriktet bestod av 19 kommuner, varav två stadskommuner och sex köpingskommuner:
Stadskommuner (Stadtgemeinden):
- Bad Radkersburg
- Mureck

Köpingskommuner (Marktgemeinden):
- Halbenrain
- Klöch
- Mettersdorf am Saßbach
- Sankt Peter am Ottersbach
- Straden
- Tieschen

Kommuner (Gemeinden):
- Bierbaum am Auersbach
- Deutsch Goritz
- Dietersdorf am Gnasbach
- Eichfeld
- Gosdorf
- Hof bei Straden
- Murfeld
- Radkersburg Umgebung
- Ratschendorf
- Trössing
- Weinburg am Saßbach